# Brian Fender
Pour les articles homonymes, voir Fender (homonymie).
Sir Brian Edward Frederick Fender, né le 15 septembre 1934,, est un cadre universitaire anglais.

## Carrière
Brian Fender est directeur général du Higher Education Funding Council for England de 1995 à 2001. Auparavant, il est vice-chancelier de l'Université de Keele (1985-1995), directeur associé et directeur de l'Institut Laue-Langevin à Grenoble, et président du conseil scientifique du Science and Engineering Research Council du Royaume-Uni. Il est diplômé et membre de l'Imperial College London.
Sir Brian est actuellement membre du University Grants Committee de Hong Kong, président de la National Foundation for Educational Research, président du National Council for Drama Training et directeur de Higher Aims Ltd, un cabinet de conseil privé impliqué dans l'enseignement supérieur et la gestion de la recherche. Sir Brian est membre de l'Institute of Physics, de la Royal Society of Chemistry et compagnon du Chartered Management Institute. Il est titulaire de diplômes honorifiques ou de bourses de recherche de onze universités et collèges. Sir Brian est l'actuel président et président de l'Institute of Knowledge Transfer.

## Jeunesse
Brian Fender est né à Barrow-in-Furness et a vécu dans la vallée d'Eden jusqu'en 1949. Il a fréquenté la Carlisle Grammar School et la Sale County Grammar School.

## Vie privée
Fender est marié deux fois et a un fils et trois filles.